# Wonju
Wonju (Hangul: 원주) é uma cidade da Coreia do Sul e a cidade mais populosa da província de Gangwon.

## Divisões administrativas
Wonju é dividida em 1 eup (cidade), 8 myeon (distritos) e 16 dong (bairros).
| Nome                | Hangul     | Hanja      | População | Área (㎢) |
| ------------------- | ---------- | ---------- | --------- | --------- |
| Munmak-eup          | 문막읍     | 文幕邑     | 19,452    | 104.34    |
| Socho-myeon         | 소초면     | 所草面     | 9,517     | 103.08    |
| Hojeo-myeon         | 호저면     | 好楮面     | 4,440     | 76.97     |
| Jijeong-myeon       | 지정면     | 地正面     | 3,013     | 89.70     |
| Buron-myeon         | 부론면     | 富論面     | 2,481     | 82.67     |
| Gwirea-myeon        | 귀래면     | 貴來面     | 2,052     | 76.55     |
| Heungeop-myeon      | 흥업면     | 興業面     | 8,482     | 59.59     |
| Panbu-myeon         | 판부면     | 板富面     | 6,677     | 67.72     |
| Sillim-myeon        | 신림면     | 神林面     | 3,880     | 127.41    |
| Jungang-dong        | 중앙동     | 中央洞     | 3,430     | 1.90      |
| Wonin-dong          | 원인동     | 園仁洞     | 7,002     | 0.48      |
| Gaeun-dong          | 개운동     | 開運洞     | 14,963    | 1.05      |
| Myeongnyun il-dong  | 명륜1동    | 明倫洞     | 11,379    | 0.92      |
| Myeongnyun i-dong   | 명륜2동    | 明倫洞     | 19,187    | 0.94      |
| Dangu-dong          | 단구동     | 丹邱洞     | 48,570    | 3.91      |
| Ilsan-dong          | 일산동     | 一山洞     | 8,950     | 0.80      |
| Hakseong-dong       | 학성동     | 鶴城洞     | 6,195     | 0.73      |
| Dangye-dong         | 단계동     | 丹溪洞     | 24,654    | 4.16      |
| Usan-dong           | 우산동     | 牛山洞     | 11,668    | 7.40      |
| Taejang il-dong     | 태장1동    | 台壯洞     | 11,212    | 3.04      |
| Taejang i-dong      | 태장2동    | 台壯洞     | 26,646    | 8.94      |
| Bongsan-dong        | 봉산동     | 鳳山洞     | 10,822    | 7.26      |
| Haenggu-dong        | 행구동     | 杏邱洞     | 8,093     | 13.44     |
| Musil-dong          | 무실동     | 茂實洞     | 28,112    | 8.59      |
| BangokGwanseol-dong | 반곡관설동 | 盤谷觀雪洞 | 20,321    | 21.00     |
| Total               |            |            | 321,198   | 872.56    |

## Cidades-irmãs
As cidades irmãs de Wonju são:
- Roanoke, Estados Unidos
- Edmonton, Canadá
- Yantai, China
- Hefei, China
- Ichikawa, Japão
- Belfast, Irlanda do Norte